# Тіш Сайрус
Тіш Фінлі Сайрус (нар. 15 травня 1967) — американська менеджерка і продюсерка. Вона була менеджером своєї доньки Майлі Сайрус з початку її кар'єри, і досі продовжує цю діяльність разом з Джонатаном Деніелом з Crush Music.   Тіш є президентом Hopetown Entertainment, телевізійної та кінопродюсерської компанії. 

## Кар'єра
Тіш Сайрус продюсувала фільми з дочкою Майлі Сайрус у головній ролі. Була виконавчим продюсером фільму «Остання пісня » за романом Ніколаса Спаркса . Вона знялася в телесеріалі Cyrus vs. Cyrus: Design and Conquer, який був випущений на телеекрани 25 травня 2017 року.

## Особисте життя
До одруження з Біллі Рей Сайрус, Тіш Сайрус мала двох дітей: Бренді і Трейс. Обидві дитини Тіш були усиновлені Біллі Реєм після одруження.
У 1992 році Тіш народила свою третю дитину Майлі Сайрус (народжена Дестіні Хоуп Сайрус) від Біллі Рея Сайруса . 28 грудня 1993 року Біллі Рей і Тіш одружилися. У 1994 році у неї народилася четверта дитина, Брейсон Ченс Сайрус. У 2000 році вона народила п'яту дитину Ноа Ліндсі Сайрус .
Сім'я жила на фермі площею 2000 км2 на станції Томпсона  за межами Нешвілла, штат Теннессі, перед тим, як переїхати до Лос-Анджелеса для зйомок фільму « Ханна Монтана ».
26 жовтня 2010 року Біллі Рей Сайрус подав на розлучення з Тіш у штаті Теннессі, посилаючись на непримиренні розбіжності.  У заяві, зробленій наступного дня для People, оголосивши про розлучення, Біллі та Тіш сказали: «Як ви можете собі уявити, це дуже важкий час для нашої сім’ї... Ми намагаємося вирішити деякі особисті справи. Ми цінуємо ваші думки та молитви».  Попри це, 18 березня 2011 року Біллі Рей оголосив на The View, що відмовився від розлучення.  13 червня 2013 року Тіш подала на розлучення з Біллі Реєм після 19 років шлюбу, посилаючись на непримиренні розбіжності.  Однак у липні 2013 року стало відомо, що вони пішли на терапію для пар і відновили свої стосунки.  У квітні 2022 року Тіш Сайрус вдруге подала на розлучення, і в документах про розлучення було зазначено, що пара була розлучена більше двох років.  У листопаді 2022 року Сайрус підтвердила свої стосунки із зіркою «Втечі з в'язниці » Домініком Перселлом.

### Адвокація канабісу
Сайрус знову познайомила свою доньку Майлі з канабісом після виходу альбому Younger Now . Під час інтерв’ю з Енді Коеном Майлі заявила, що її мати пожартувала про звільнення з посади її менеджера, щоб відкрити компанію з виробництва конопель.   

## Фільмографія
| Рік      | Назва                                                 | Роль      | Примітки     |
| -------- | ----------------------------------------------------- | --------- | ------------ |
| 2008 рік | Ханна Монтана та Майлі Сайрус: найкраще з обох світів | сама себе | Не зазначені |

| Рік        | Назва                                         | Роль                                           | Примітки                          |
| ---------- | --------------------------------------------- | ---------------------------------------------- | --------------------------------- |
| 2001 рік   | Док                                           | сама себе (в титрах не вказана)                | Епізод: Пілотний Епізод Частина 1 |
| 2007 рік   | Біллі Рей Сайрус: Нарешті додому              | сама себе                                      | Невідомі епізоди                  |
| 2010 рік   | Майлі Сайрус: Життя на O2                     | сама себе (в титрах не вказана)                | Телевізійний фільм                |
| 2013 рік   | Майлі: Рух                                    | сама себе                                      | Телевізійний фільм                |
| 2013 рік   | American Music Awards                         | сама себе в ролі глядача (в титрах не вказана) | Спеціальне телебачення            |
| 2013–14 рр | Воістину Тіш                                  | сама себе                                      | 6 серій                           |
| 2015 рік   | Рак, це в Системі                             | сама себе                                      | Телевізійний фільм                |
| 2015 рік   | 2015 MTV Video Music Awards з журналом People | сама себе                                      | 1 епізод                          |
| 2016 рік   | Доступ до Голлівуду                           | сама себе                                      | 2 епізоди                         |
| 2017 рік   | Розмова                                       | сама себе                                      | 1 епізод                          |
| 2017 рік   | Сьогодні                                      | сама себе                                      | 1 епізод                          |
| 2017 рік   | Розваги Сьогодні ввечері                      | сама себе                                      | 1 епізод                          |
| 2017 рік   | Сайрус проти Cyrus: Design and Conquer        | сама себе                                      | Співведучий                       |
| 2017 рік   | Інсайдер                                      | сама себе                                      | 2 епізоди                         |

| Рік        | Назва                        | Примітки                        |
| ---------- | ---------------------------- | ------------------------------- |
| 2010 рік   | Остання пісня                | Виконавчий продюсер             |
| 2010 рік   | Майлі Сайрус: Live at the O2 | Виконавчий продюсер             |
| 2012 рік   | Лол                          | Продюсер                        |
| 2012 рік   | Під прикриттям               | Продюсер                        |
| 2014 рік   | Недільні сесії               | Виконавчий продюсер (4 епізоди) |
| 2013–14 рр | Воістину Тіш                 | Виконавчий продюсер (6 серій)   |
| 2013–14 рр | Брендівіль                   | Виконавчий продюсер (6 серій)   |
| 2014 рік   | Візьміть 2                   | Виконавчий продюсер (5 серій)   |
| 2014 рік   | Майлі Сайрус: Bangerz Tour   | Виконавчий продюсер             |

## зовнішні посилання
- Тіш Сайрус на сайті IMDb (англ.)